# Młodzieńcze złuszczenie głowy kości udowej

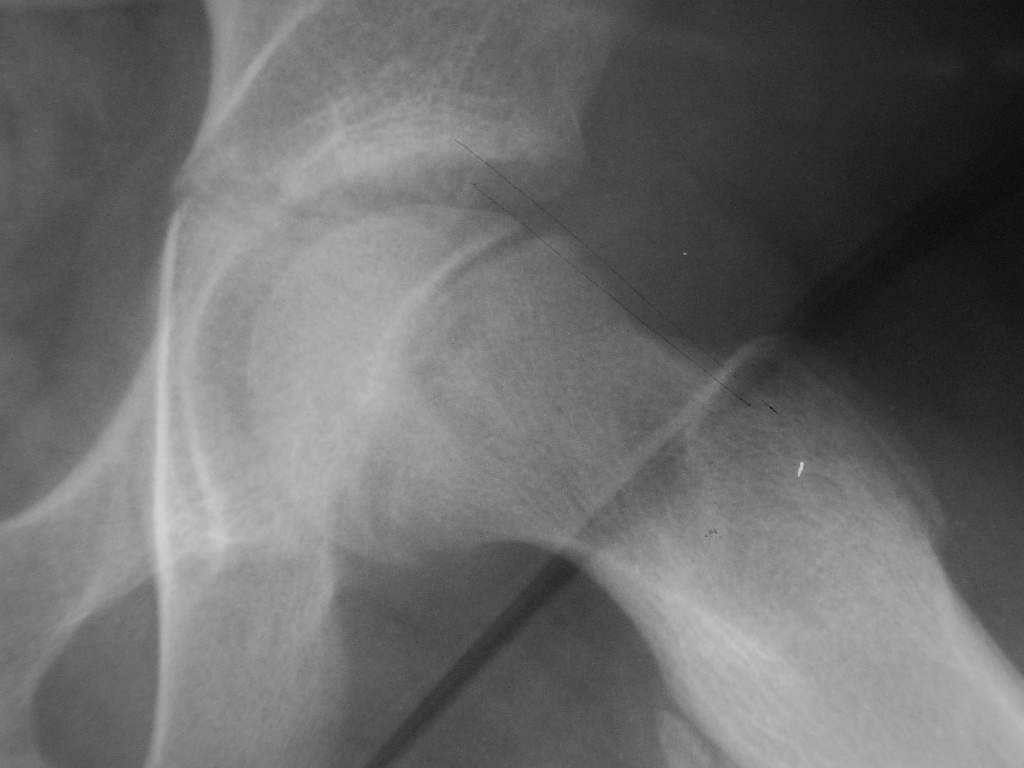
Młodzieńcze złuszczenie głowy kości udowej – zdjęcie stawu biodrowego

Młodzieńcze złuszczenie głowy kości udowej (MZGKU, łac. epiphyseolysis capitis femoris, ang. slipped capital femoral epiphysis, SCFE) – choroba ogólnoustrojowa o nieznanej etiologii, w której przebiegu zaburzona jest budowa chrząstek nasadowych. Jest jedną z najczęstszych chorób stawu biodrowego w wieku dziecięcym. Leczone jest zawsze operacyjnie.

## Objawy i przebieg
Najczęstsze objawy to:
- ból w okolicy stawu biodrowego, uda, kolana,
- utykanie,
- ograniczenie ruchomości w stawie biodrowym – objaw Drehmanna,
- przemieszczenie krętarza większego ku górze i tyłowi,
- ograniczenie zginania uda w pozycji pośredniej.

## Podział
Podział Lodera
- złuszczenie stabilne
- złuszczenie niestabilne

Podział Maussena
- 0 – stan przedzłuszczeniowy
- I - złuszczenie małe (przemieszczenie mniejsze niż 30°)
- II – złuszczenie umiarkowane (30-60°)
- IIa – 30-40°
- IIb – 40-50°
- IIc – 50-60°
- III – duże złuszczenie (powyżej 60°)

## Rozpoznanie
Objawy w RTG:
- objaw Kleina-Trethowana (objaw stycznej): styczna poprowadzona wzdłuż górnego brzegu szyjki nie odcina fragmentu głowy kości udowej

### Diagnostyka różnicowa
- choroba Perthesa
- zapalenia kości
- biodro szpotawe dziecięce

## Leczenie
Leczenie jest operacyjne i polega na repozycji i zespoleniu głowy kości udowej z szyjką przy pomocy drutów Kirschnera lub śrub, a w większych złuszczeniach, na wykonaniu osteotomii.

## Rokowanie
Rokowanie jest dobre w przypadkach, w których leczenie wdrożono odpowiednio wcześnie. Gorsze jest w przypadku wystąpienia powikłań, takich jak martwica głowy kości udowej.